# Toby Wright
Toby Wright es un productor discográfico e ingeniero de sonido estadounidense, popular por su trabajo con artistas y bandas como Alice in Chains, Metallica, Jerry Cantrell, Ozzy Osbourne, Kiss, Sevendust  y Korn. Actualmente reside en Nashville, Tennessee.

## Créditos

### Como productor
- 3rd Strike - Lost Angel
- 8stops7 - In Moderation
- Alice in Chains - Alice in Chains
- Alice in Chains - Unplugged
- Arcane Saints - Turning the Tide
- Biohazard - Reborn in Defiance
- Brad Gillis – Gilrock Ranch
- Brighton Rock - Love Machine
- Brown Brigade - Into the Mouth of Badd(d)ness
- Burn to Shine - Hear Me Now
- Chris Whitley - Terra Incognita
- Chris Whitley - Long Way Around
- Craving Lucy - Craving Lucy
- Fear Factory - Transgression
- Fishbone - Fishbone 101: Nuttasaurusmeg Fossil Fuelin' the Fonkay
- Grade 8 - Grade 8
- Jerry Cantrell - Boggy Depot
- Kiss - Carnival of Souls: The Final Sessions
- Korn - Follow the Leader
- The Letter Black - Hanging On by a Thread
- Línea 77 - Horror Vacui
- Línea 77 - 10
- Machina - To Live and Die in the Garden of Eden
- Memento - Beginnings
- The Nixons - Foma
- The Nixons - The Nixons
- Ozzy Osbourne - Prince of Darkness
- Primus - Rhinoplasty
- Sevendust - Home
- Slayer - Divine Intervention
- Slayer - Soundtrack to the Apocalypse
- Sonic Syndicate - We Rule the Night
- Soulfly - Primitive
- Tantric - Tantric
- Tantric - After We Go
- Tantric - The End Begins
- Taproot - Welcome
- Taproot - Blue-Sky Research
- Villebillies - Villebillies